# Fa, Aude
Fa là một xã của Pháp, nằm ở tỉnh Aude trong vùng Occitanie.
Người dân địa phương trong tiếng Pháp gọi là Fanols.

## Hành chính
| Danh sách các xã trưởng                |           |             |      |         |
| Giai đoạn                              | Giai đoạn | Tên         | Đảng | Tư cách |
| 1995                                   | 2014      | Serge Jammy |      |         |
| Tất cả các dữ liệu trước đây không rõ. |           |             |      |         |

## Thông tin nhân khẩu
| 1962                                         | 1968 | 1975 | 1982 | 1990 | 1999 |
| -------------------------------------------- | ---- | ---- | ---- | ---- | ---- |
| 252                                          | 317  | 294  | 301  | 276  | 299  |
| Số liệu từ năm 1968: Dân số không tính trùng |      |      |      |      |      |